# 柳子光
柳子光（1439年?—1512年6月），字于復（우복），封号武灵君，武灵府院君（무령부원군），朝鲜王朝早期武臣、军人和政治人物。戊午士禍、甲子士禍主要人物和中宗反正的靖国功臣，全羅南道出身人物。

## 生平
柳子光出生于1439年，全罗南道靈光郡人氏，是武官柳规的庶子，母亲为婢妾。在担任汉城府建春门护卫甲士之时，柳子光参与了针对北方叛军李施愛的亂鎭压。因反乱鎭压有功升而被世祖册封为“敌忾功臣”，官达兵部正郞。
1468年朝鲜世祖時，文科及第。同年世祖薨逝，被南怡发言攻击。在南怡、姜顺失勢並遭处刑后，升為兵部参知，封武灵君。
1477年任都摠管，1485年任中枢院知事，1486年任正朝使派遣明朝，往还北京。以后为兵曹判书，1487年任汉城府使、庆尙道观察使，1491年任黄海道观察使。
1491年任特进官，1492年任都摠管，司饔院提调，掌乐院提调，再司饔院提调。1493年再掌乐院提调、特进官。1494年母亲死亡，仕退。1497年3年上脱丧，再封武灵君。以后陞议政府左赞成（從一品）。
1501年兼五卫都摠管。1506年被封为中宗反正加担，靖国功臣勋一等进封「武灵府院君」。 1507年升进「大匡」，任忠勋府堂上。

## 外部連結
- 柳子光：韩国民族文化百科全书[永久]
- 柳子光